# المدرسة الموفقية

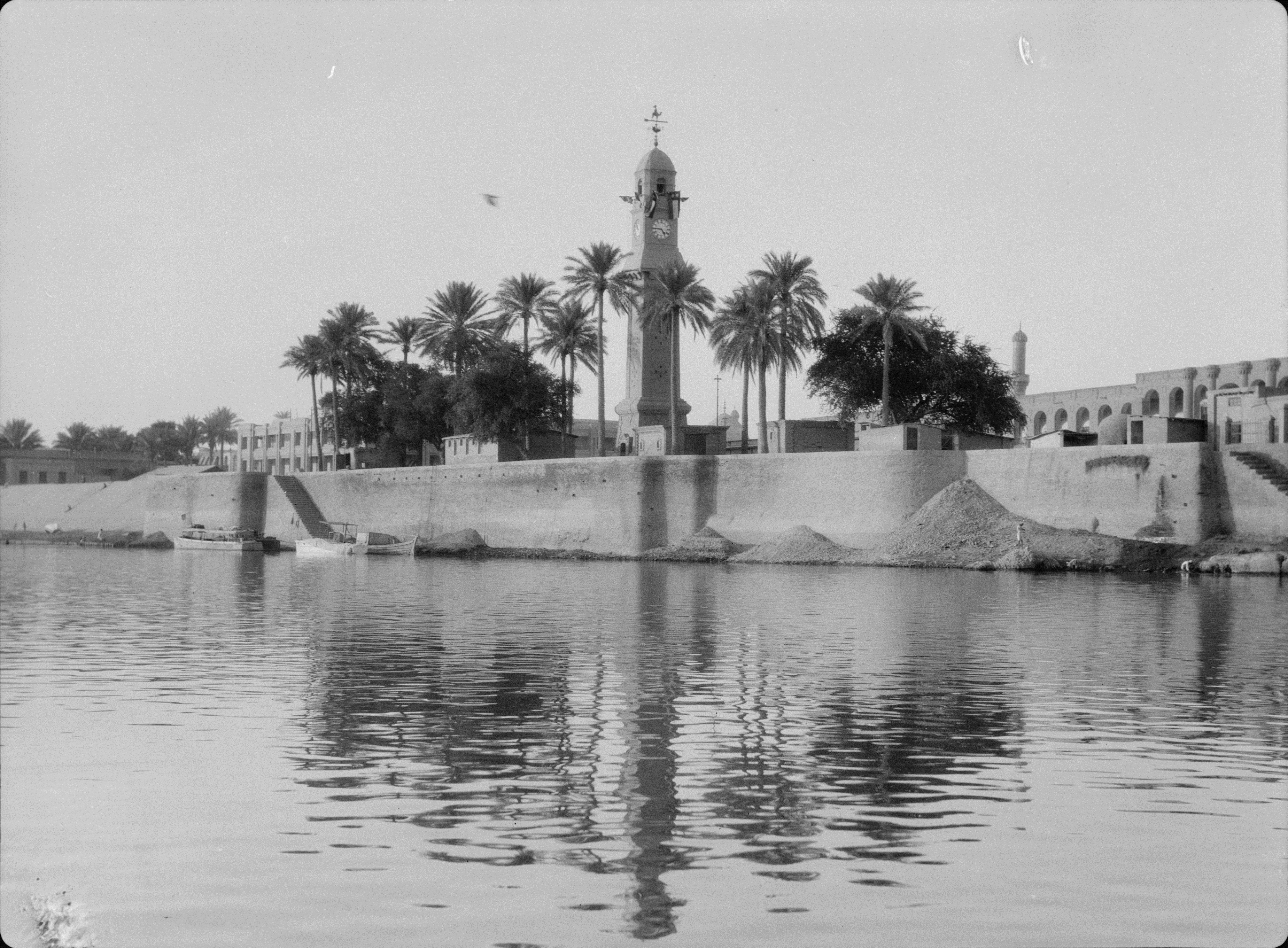
مبنى القشلة عام 1932.

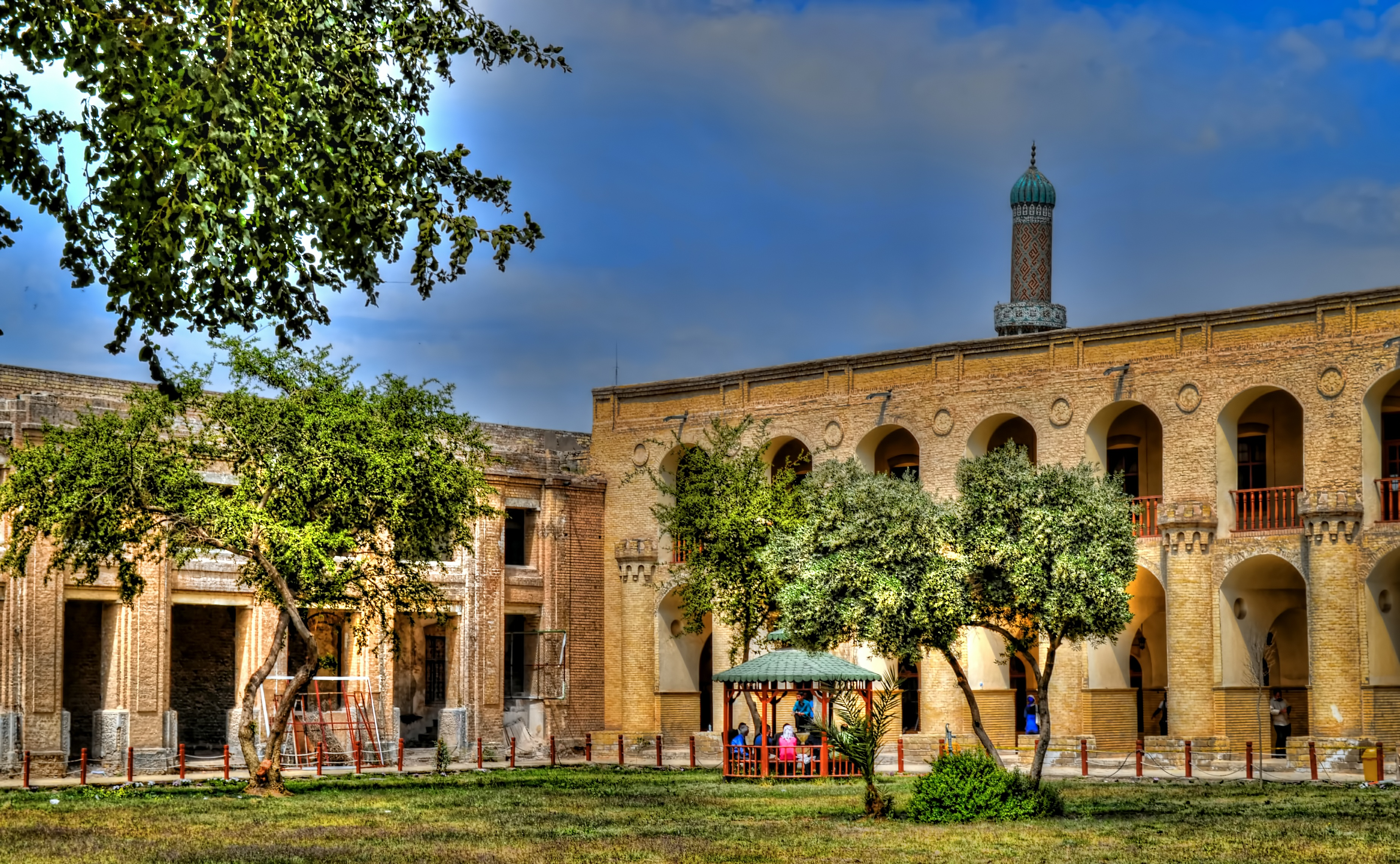
مبنى المدرسة الموفقية والذي تحول فيما بعد إلى مبنى القشلة

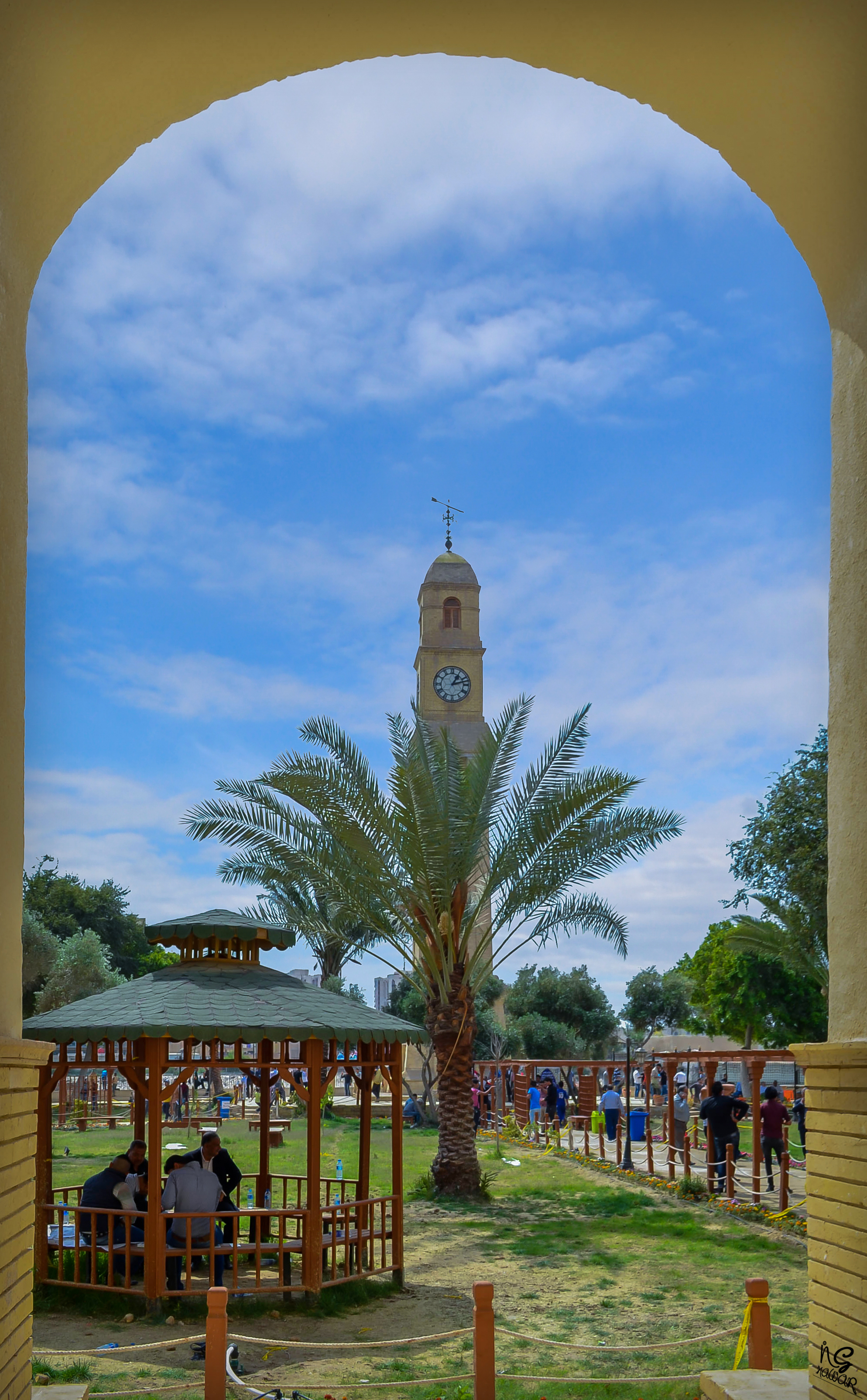
برج ساعة القشلة وسط ساحة المبنى

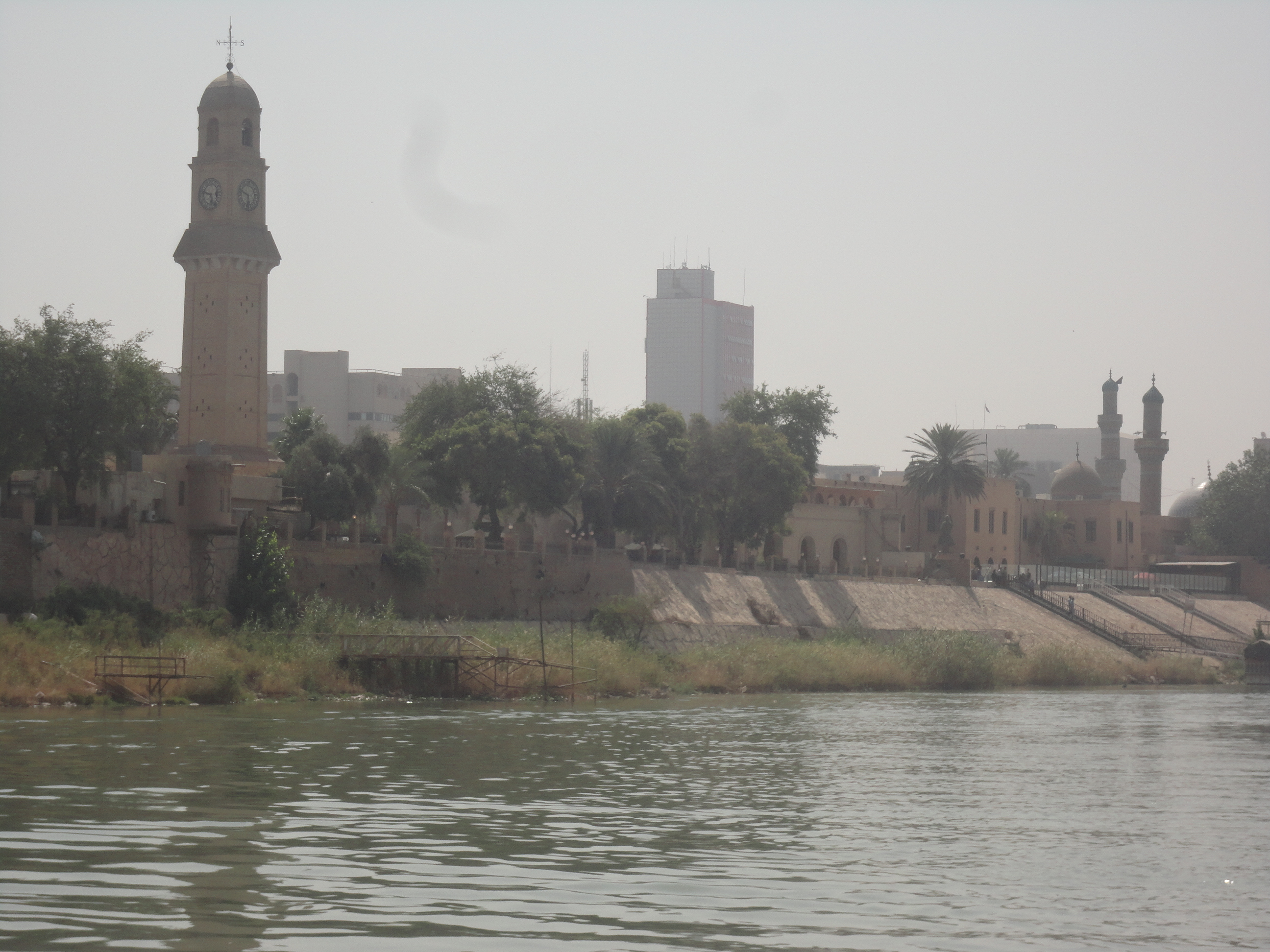
مشهد برج ساعة القشلة من جهة نهر دجلة

مبنى القشلة أو المدرسة الموفقية من معالم بغداد التاريخية، وحاليا تسمى مبنى القشلة في بغداد، ولقد كتبت دائرة الآثار على مبنى القشلة عبارة (سراي الحكومة) وهذا خطأ، إذ إن مبنى السراي هو المبنى الذي داخل القبة الجميلة التي تقابل (جامع جديد حسن باشا) وبقي كذلك إلى انقلاب وثورة 1958م، ولقد شيد مبنى القشلة موفق الخادم، وسماها على أسمه، وذكرها ابن الساعي في حوادث عام 602 هـ، عند ذكر ترجمة محمد بن الوزير أبي الفتح بن الداريح، أحد وزراء الناصر لدين الله المتوفي عام 602هـ، وصلى عليه في المدرسة النظامية، ثم دفن بالمدرسة الموفقية، إلى جنب قبر موفق الخادم، وكان قد أوقف جميع ما لديه من مال وأملاك على هذه المدرسة، وذكرها الامام الذهبي في كتابه مختصر تاريخ ابن الدبيثي عند ترجمة أحمد بن الحسن بن سلامة بن صاعد المنبجي، ثم ذكرها ابن الجوزي البغدادي، فقال: (درس بالموفقية التي بدرب زاخي).
ودرب زاخي تقع في شرقي مدينة بغداد، والتي تقع حالياً في شارع المتنبي المؤدي إلى مباني المحاكم المدنية قديماً والمسماة حالياً بمبنى القشلة، وبينهُ وبين الجانب الغربي جسر يصل بين جانبي بغداد في أواخر أيام الخلافة العباسية. وفوق رأسه من الجانب الغربي قصر عيسى عم أبو جعفر المنصور وحلة قصر عيسى ومصب نهر عيسى الآتي من نهر الفرات.
ودرب زاخي هي منسوبة إلى الموفق بن عبد الله الخاتوني، نسبة إلى الخاتون الملكشاهية زوج الخليفة المستظهر بالله، لأنه كان مملوكها وتوفي بالمدرسة، وجاء ذكر هذه المدرسة في كتاب المنتظم لابن الجوزي البغدادي، وكذلك في كتاب (الجواهر المضية في فقهاء الحنفية) للقرشي، وكانت هذه المدرسة في مبنى القشلة الحالي الذي يعود تأسيسه إلى عام 1861م، في عهد الوالي نامق باشا الذي لم يستمر حكمه إلا عاماً وبضعة أشهر، 1861-1863م، وأكمل بناؤها بعد ذلك الوالي مدحت باشا الذي كان يختلف عن غيره من الولاة، بإعجابه الشديد بما حقّقته دول أوروبا من تقدّم في مجالات الحياة كافة، مضافاً إلى ما يعتمل في نفسه من حب الإصلاح والأخذ بأسباب التقدّم. وتذكر المصادر والوثائق التاريخية أن الوالي العثماني مدحت باشا الذي تولّى شؤون بغداد دام حكمه أربع سنوات، ولم يكتف بإكمال بناء القشلة بل أضاف إلى خريطتها المعمارية طبقة ثانية، اعتمد فيها على أنقاض سور بغداد الشرقية الذي تمّ هدمه واستعمل آجره في تعميد مبنى السراي ومبنى القشلة، وإضافة طبقة ثانية إليها زيادة على بناء برج عالٍ يحتوي ساعة كبيرة وسط ساحة القشلة. وليست القشلة في منطقة واحدة في الدولة العثمانية بل تكاد تكون عند كل ولاية من ولايات الدولة العثمانية قشلة خاصة بها، وربما من هذا المنطلق كانت القشلة التي تقع في الجانب الشرقي من نهر دجلة تسمى قشلة بغداد.

## قشلة بغداد

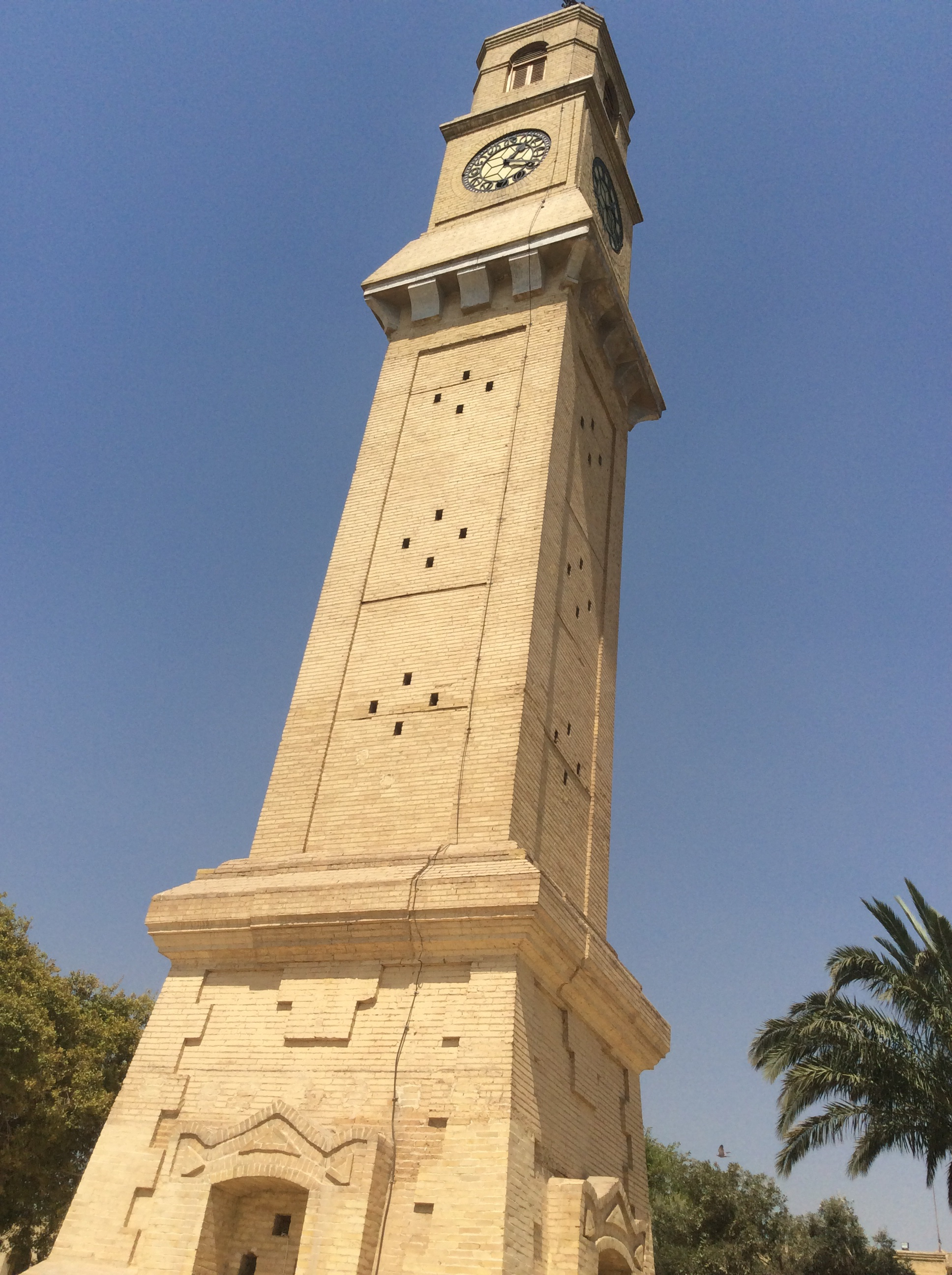
مبنى برج الساعة

ولفظ القشلة وباللغة التركية القشلاغ يطلق على ثكنة الجند وقت تعسكرهم، وكان اسمها في البداية قشلة البيادة أي ثكنة الجنود المشاة، ثم تحوّل تدريجاً إلى قشلة الترك ثم إلى قشلة بغداد. وأصل لفظ القشلة من كلمة في اللغة العثمانية التركية وهي تعني المشتى أي المكان الذي يقي الإنسان من تقلّبات الجوّ، ثم خصّصت لاقامة الجنود وقت السلم، أي ما معناه الثكنة العسكرية أو المعسكر كما يطلق عليه الآن.
وهذه الثكنة أحتضنت في داخلها آنذاك آلاف الجنود والمسؤولين عنهم ومخازنهم ومستودعاتهم، بل إذا ما تمعّنت بها تجدها دائرة مدنية عسكرية تحت لواء الباشا، كما تشير الوثائق الموجودة في المتحف الوطني العراقي ودائرة الآثار والتراث في وزارة السياحة والآثار.
وبعدما شيد الوالي العثماني مدحت باشا مبنى القشلة في وسط مبنى المدرسة الموفقية عام 1855م، وبنى البنيان باستخدام حجر الجدار الشرقي لسور بغداد، وهذا الجدار تم بناؤه قبل عام 1855م، بمئات السنين لحماية مدينة بغداد من الهجمات الشرقية، وبعد هدم هذا الجدار لانتفاء الحاجة اليه نقلت الحجارة لبناء ساعة القشلة وكانت آلة محرك الساعة هدية من جورج الخامس ملك بريطانيا إلى الحكومة العراقية ووضعت الساعة ذات الأربعة أوجه فوق برج بني لها يبلغ أرتفاعه 22 متراً وكانت الساعة تدق لايقاظ الجنود صباحا وإعلامهم بأوقات التدريب العسكري.

## مبنى المدرسة عبر التاريخ

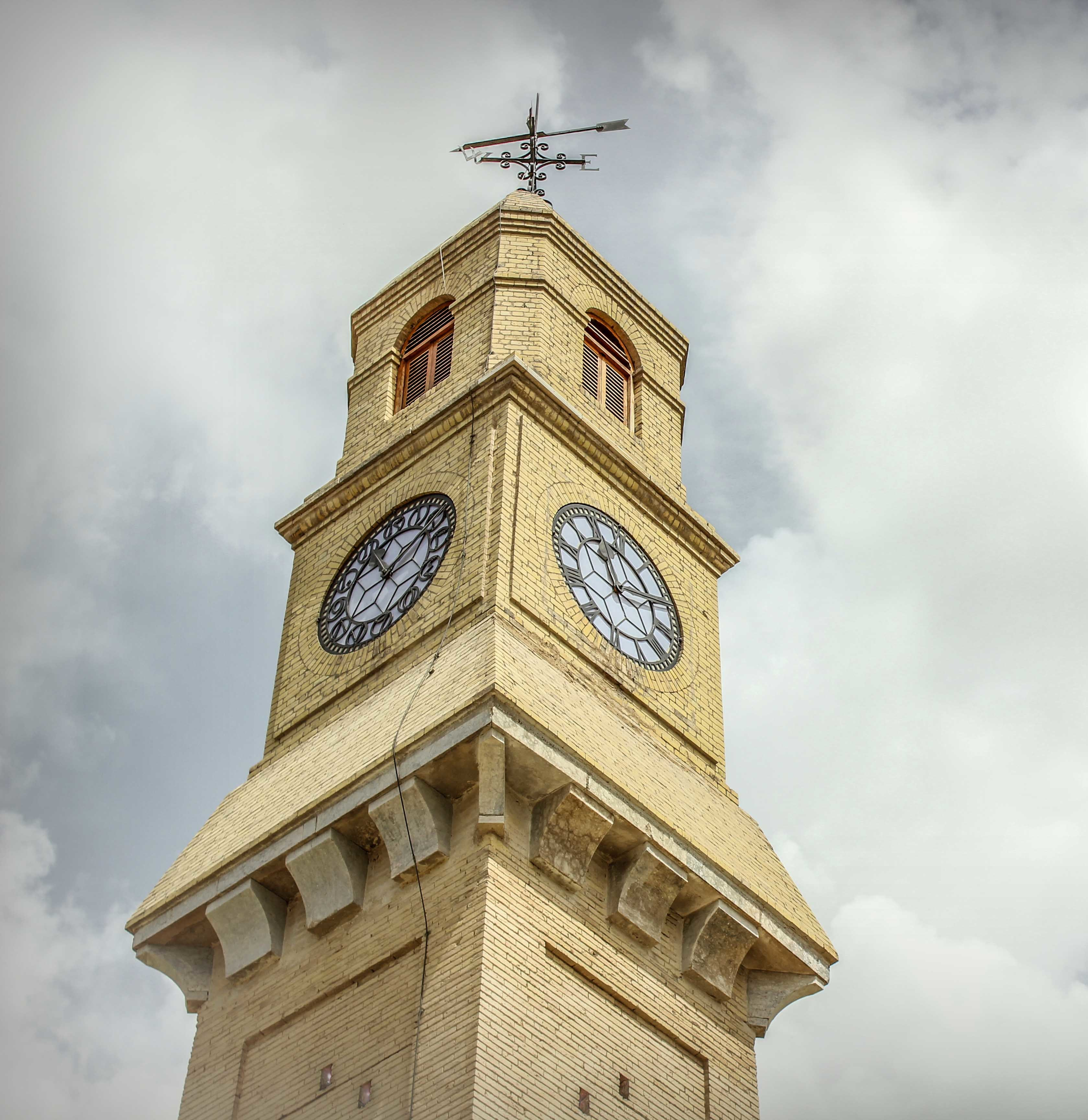
ساعة البرج

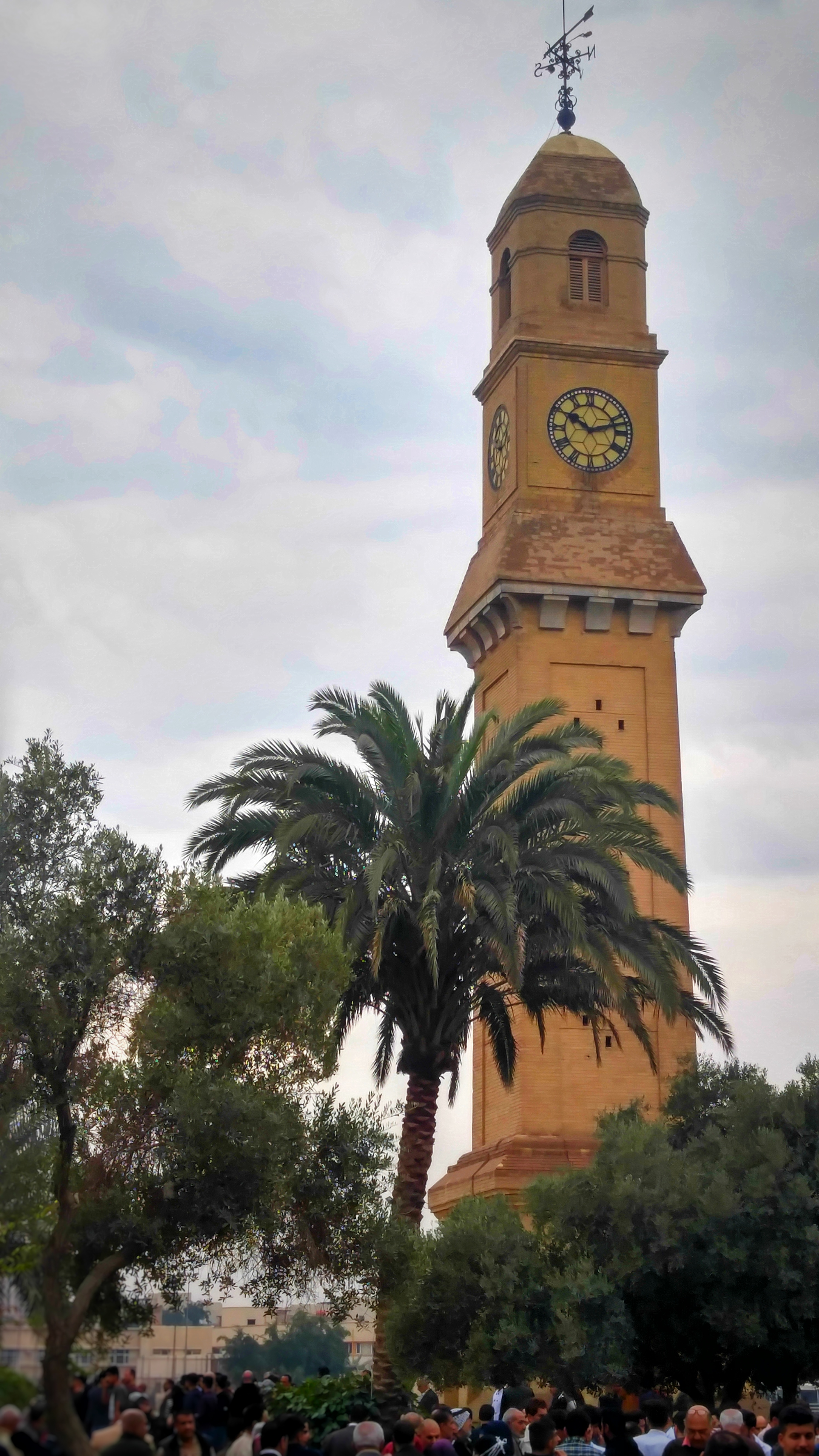
ساعة البرج في مدرسة الموفقية

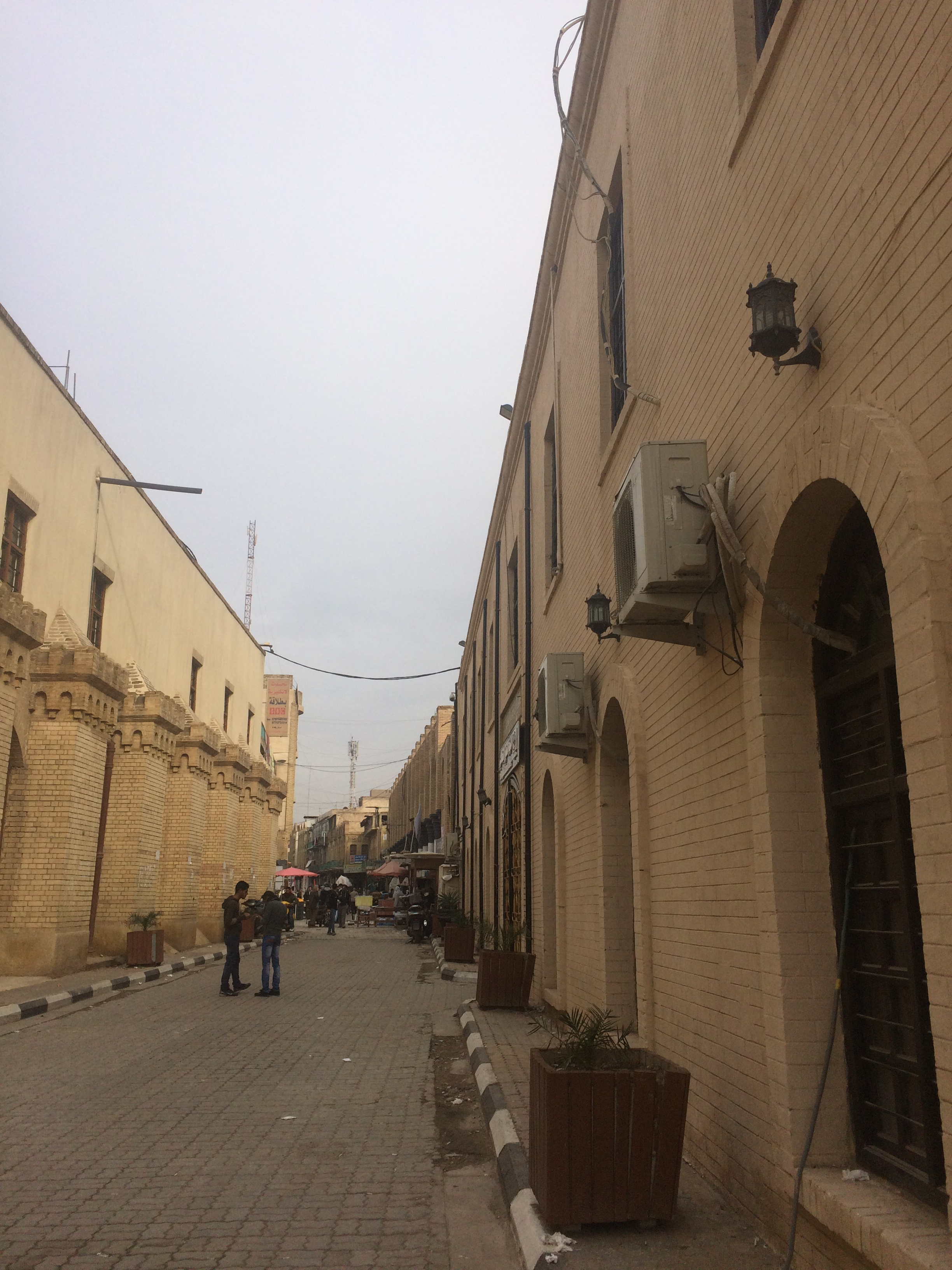
الشارع الجانبي لمبنى القشلة والذي يؤدي في نهايته إلى ضفاف النهر

وتغيرت وظائف مبنى المدرسة الذي صار مبنى القشلة بتوالي الأحداث التاريخية على بغداد، فبعد حملة بلاد الرافدين وسقوط بغداد 1917 رفع العلم البريطاني فوق برج الساعة عام 1916م، ثم استعمل مبنى المدرسة عام 1917م دارا للقيادة البريطانية وسكن للضباط وعوائلهم، وبعدها في عام 1921م، توج الملك فيصل الأول في ساحة المبنى.
ثم استخدم المبنى مقرا لبعض الدوائر والوزارات في الدولة العراقية في العهد الملكي، ويعتبر مبنى المدرسة الموفقية من البنايات التاريخية والذي يشرف على ضفاف نهر دجلة.
إن أقدم الدوائر العراقية التابعة للحكومة منذ نشأتها قد شغلت مبنى المدرسة الموفقية، وقد كانت فيما مضى الثكنة الشتائية للجيش العثماني (القشلة)، وهي مركز القيادة للدولة في بغداد، في العهد الملكي، وقد شغلتها فيما بعد وزارة العدل والمحاكم والاستئناف وجميع المحاكم الجزائية والبدائية والدوائر التابعة لها ومديرية المعارف، التي تحولت إلى وزارة المعارف ثم التربية.
وفي يوم الثورة على الملكية في العراق كان على راس البرج المرتفع تمثال لاعرابي يمتطي جملا، فجاء على شكل تحفة فنية، وتم ازالته يوم ثورة 14 تموز 1958م، وقيل وقتها ان هذا التمثال يمثل الحاكم البريطاني لجمن وكان حاكما عسكريا على العراق.
وساعة القشلة ما زالت باقية إلى يومنا هذا، لكنها لا تشير إلى الوقت، ولا يسمع رنينها مثلما كانت في عهد الوالي مدحت باشا الذي أكمل بناءها بعد الوالي نامق باشا الكبير وتعرض مبنى القشلة للسرقة والنهب والسلب، وهذه السرقات التي عمّت أرجاء بغداد إثر دخول القوات الأجنبية إلى الأراضي العراقية، حيث سرق بعض أجزائها وكذلك الأبواب الخشبية في أعلى البرج.